# Nemobius luteolus
Nemobius luteolus är en insektsart som beskrevs av Butler, A.G. 1876. Nemobius luteolus ingår i släktet Nemobius och familjen syrsor. Inga underarter finns listade i Catalogue of Life.